# Photostylus pycnopterus
Photostylus pycnopterus is een straalvinnige vissensoort uit de familie van de gladkopvissen (Alepocephalidae). De wetenschappelijke naam van de soort is voor het eerst geldig gepubliceerd in 1933 door Beebe.